# Sin ti (canción de Juan Camacho)
«Sin ti» es una canción de Juan Camacho editada como sencillo por la casa discográfica Epic en 1978. Este lanzamiento supuso una nueva etapa en la carrera del cantante valenciano. Las dos canciones del sencillo fueron compuestas por él, siendo mucho más comercial la cara A. Juan Camacho aprovechó para promocionar la canción en el popular programa de TVE Aplauso. 
Tanto «Sin ti» como «Palabras de amor», que conformaba la cara B, no fueron incluidas en ningún LP. En ese momento la carrera musical del cantante trataba de dar un giro para retomar la senda de éxitos.

## Créditos
- Producción: Juan Camacho.